# Кейта, Фасине
Фасине Кейта (фр. Facinet Keita; 23 марта 1984, Конакри, Гвинея) — дзюдоист из Гвинеи, участник Олимпийских игр 2012.
На Церемонии открытия летних Олимпийских игр 2012 был знаменосцем команды Гвинеи.

## Карьера
На Олимпиаде в Лондоне участвовал в категории свыше 100 кг. На первом этапе уступил гуамцу Рикардо Бласу мл..